# Samarina (Estonia)
Samarina – wieś w Estonii, w prowincji Põlva, w gminie Värska.